# Turán Frigyes
Turán Frigyes (Budapest, 1974. január 10. –) magyar autóversenyző. Az első olyan magyar pilóta, aki a rali-világbajnokság során pontot tudott szerezni a pilóták egyéni értékelésének 1977-es bevezetése óta.

## Pályafutása
Pályafutása kezdetén, 1994 és 2003 között a gyorsasági szakágban, a pályaversenyzésben szerepelt. Több kategória bajnoki címét megszerezte ez idő alatt, 2000-ben pedig az év gyorsasági autóversenyzőjének választották Magyarországon.

### Rali-világbajnokság
2016-ban újra a rali világbajnokság WRC2-es kategóriájában indult, a spanyol futamon az előkelő kategória harmadik helyet szerezte meg, az éves értékelésben a 17. lett 20 ponttal.

## Eredményei
- 1994 - Astra kupa 7. hely
- 1995, 96 - Astra kupa 4. hely
- 1997 - Gyorsasági OB H csop. Bajnok
- 1998 - Gyorsasági OB H csop. Bajnok
- 1999 - Gyorsasági OB S csop. Bajnok
- 2000 - Gyorsasági OB S csop. Bajnok, az „Év gyorsasági autóversenyzője”
- 2001 - Gyorsasági OB F csop. Bajnok
- 2002 - rally OB A/8 futamgyőzelem
- 2003 - Gyorsasági OB F  csop. Bajnok
- 2004 - rally OB A/8 kategória 3. hely
- 2004 - Autósport Gála 1. hely
- 2005-  A8 Mitsubishi Gr. A
- 2006-  A8 Mitsubishi Gr. A
- 2007-  Skoda Octavia Wrc
- 2008 – Bajnokok Bajnoka
- 2008 - rally OB abszolút 2. hely Peugeot 307 Wrc

## Eredményei a WRC-ben

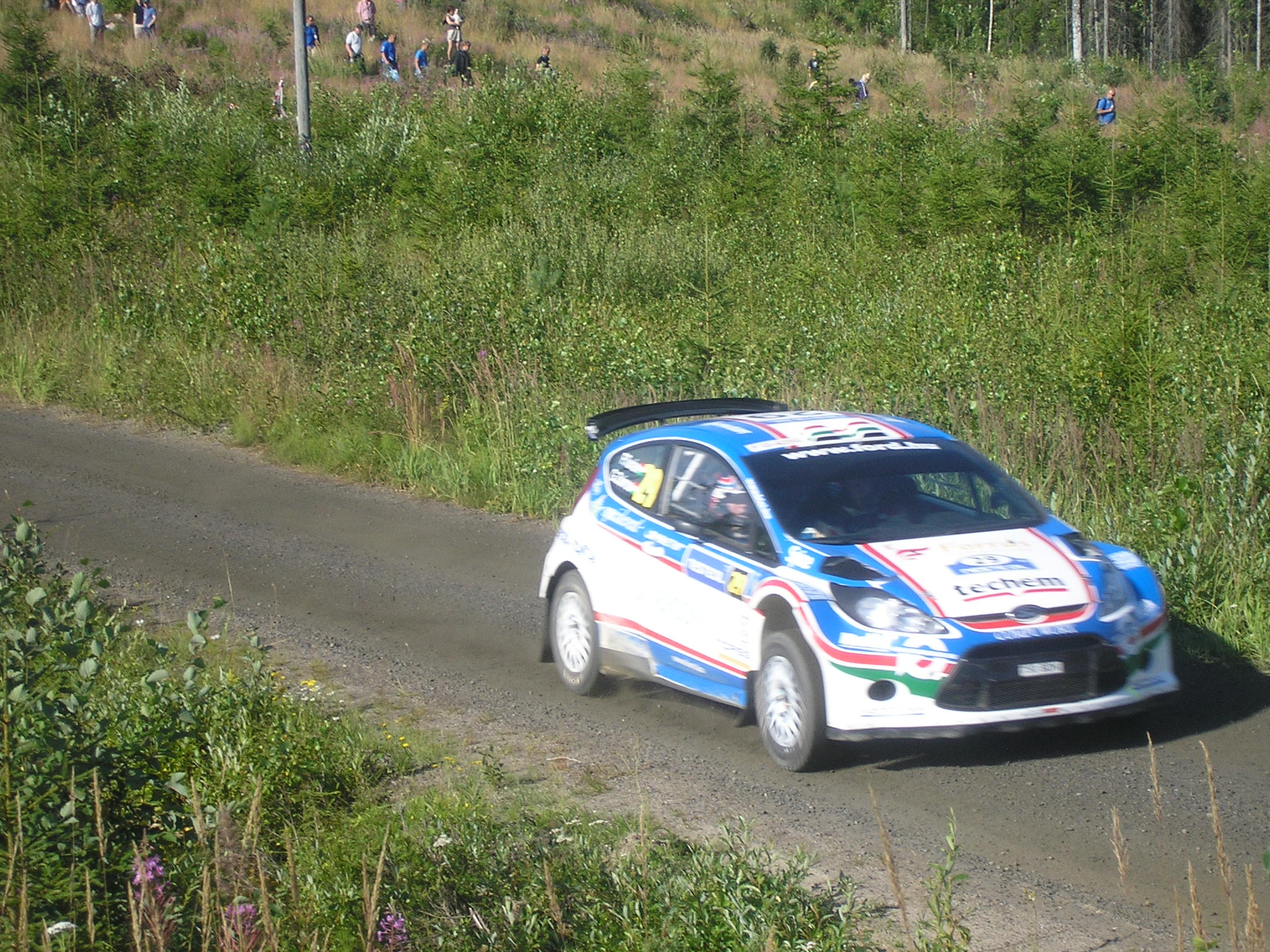
Turán a 2011-es finn ralin

| Év   | Csapat                    | Autó                 | 1   | 2   | 3   | 4      | 5             | 6             | 7             | 8      | 9             | 10  | 11            | 12            | 13  | Helyezés    | Pont |
| ---- | ------------------------- | -------------------- | --- | --- | --- | ------ | ------------- | ------------- | ------------- | ------ | ------------- | --- | ------------- | ------------- | --- | ----------- | ---- |
| 2010 | Synergon Turán Motorsport | Peugeot 307 WRC      | SWE | MEX | JOR | TUR    | NZL           | POR 23        | BUL 8         | FIN    | GER           | JPN | FRA Ki        |               |     | 16.         | 4    |
| 2010 | Synergon Turán Motorsport | Ford Focus RS WRC 08 |     |     |     |        |               |               |               |        |               |     |               | ESP Ki        | GBR | 16.         | 4    |
| 2011 | Turán Motorsport          | Ford Fiesta S2000    | SWE | MEX | POR | JOR Ki | ITA 24        | ARG           | GRE 13        | FIN 17 | GER 19        | AUS | FRA Ki        | ESP           | GBR | Helyezetlen | 0    |
| 2016 | Turán Motorsport          | Ford Fiesta R5       | MON | SWE | MEX | ARG    | POR 18 Kat 9. | ITA 19 Kat 8. | POL 21 Kat 9. | FIN    | GER 15 Kat 8. | FRA | ESP 35 Kat 8. | GBR 22 Kat 8. | AUS | 17.         | 20   |

## Eredményei a magyar ralibajnokságban
| Év   | Csapat                                                                                        | Autó                           | 1       | 2           | 3             | 4          | 5          | 6                | 7      | Helyezés | Pont |
| ---- | --------------------------------------------------------------------------------------------- | ------------------------------ | ------- | ----------- | ------------- | ---------- | ---------- | ---------------- | ------ | -------- | ---- |
| 2008 | Planet Turán Motorsport                                                                       | Peugeot 307 WRC                | Eger 3  | Miskolc 1   | Szombathely 3 | Veszprém 4 | Ózd 2      | Nyírád 3         |        | 2.       | 128  |
| 2008 | Planet Turán Motorsport                                                                       | Mitsubishi Lancer EVO 2.0 V RS |         |             |               |            |            |                  | Pécs 3 | 2.       | 128  |
| 2010 | Synergon Turán MSE Synergon Turán Motorsport Turán Motorsport SE-Synergon Turán Motorsport SE | Mitsubishi Lancer Evo IX       | Eger 4  | Miskolc Kiz | Salgótarján   | Bükfürdő 3 | Veszprém   | Kazincbarcika EX | Pécs   | 10.      | 24,4 |
| 2012 | Turán Motorsport Egyesület                                                                    | Ford Fiesta S2000              | Eger 4  | Pécs 25     | Veszprém Ki   | Arad Ki    | Kassa 165  | Komló            |        | 10.      | 29   |
| 2013 | Turán Motorsport SE                                                                           | Subaru Impreza R4              | Eger 12 |             |               |            |            |                  |        | 3.       | 75   |
| 2013 | Turán Motorsport SE                                                                           | Ford Focus WRC08               |         | Miskolc Ki  | Veszprém Ki   | Kassa 1 *  | Budapest 1 | Pécs 1           |        | 3.       | 75   |

- Az abszolút értékelésben második lett Grzegorz Grzyb mögött.